# First & Last
First & Last is een Nederlands televisieprogramma dat werd uitgezonden door SBS6 en gebaseerd was op het gelijknamige Engelse spelprogramma van BBC One. De presentatie van het programma was in handen van Martien Meiland en Britt Dekker.

## Format
In het programma gingen elf kandidaten onder leiding van presentatoren Martien Meiland en Britt Dekker de strijd met elkaar aan. De kandidaten moeten aan de hand van verschillende rondes een spel of een opdracht uitvoeren. Hierbij moet de kandidaat proberen niet als eerste maar ook niet als laatste te eindigen, gebeurt dit wel dan valt de kandidaat af. Hierdoor vallen er iedere ronde 2 kandidaten af.
Tijdens de eerste drie rondes vindt elke aflevering een ander spel of opdracht plaats. Een van de opdrachten was bijvoorbeeld dat de kandidaten met een koptelefoon in een container moesten zitten, degene die als eerste en als laatste de deksel van zijn container opendeed lag eruit. Tevens zijn er spellen waarbij de kandidaten uit een reeks producten moet kiezen in de hoop dat het aankoopbedrag ervan niet het hoogste of het laagste is.
De vierde en vijfde ronde zijn in elke aflevering hetzelfde:
De vierde ronde is altijd "Met wie spreek ik". Voor deze ronde moeten de vijf overgebleven kandidaten elk iemand kiezen die ze moeten bellen. Ze moeten deze persoon hierbij vragen om binnen vijf minuten terug te bellen op een speciaal toestel dat door Martien of Britt wordt opgenomen. Het nummer van dit speciale toestel krijgen de kandidaten voorafgaand aan deze ronde uitgereikt, zodat ze dit kunnen doorgeven aan degene die zij bellen. De bedoeling is ervoor te zorgen dat degene die ze hebben gebeld niet als eerste of als laatste terugbelt.
De vijfde ronde is de finale. De drie overgebleven kandidaten mogen het prijzenbedrag invullen dat ze willen verdienen; dit bedrag moet tussen de 0 en 25.000 euro liggen. De drie kandidaten schrijven dit bedrag zonder het van elkaar te weten op een tablet. De kandidaat die met zijn bedrag in het midden ligt wint het programma en zijn gekozen geldbedrag.

## Achtergrond
In januari 2021 kondigde presentator Martien Meiland het programma aan de krant Metro aan, dit gebeurde naar aanleiding van een online content event van Talpa Network waarin het mediabedrijf zijn nieuwe programma's voor het komende jaar aankondigde. Het programma werd geproduceerd door EndemolShine Nederland en is gebaseerd op het gelijknamige Engelse spelprogramma van BBC One dat gepresenteerd wordt door Jason Manford.
De eerste aflevering werd uitgezonden op vrijdagavond 23 april 2021 en werd bekeken door 751.000 kijkers, hiermee was het de tiende best bekeken programma van die dag. De laatste aflevering werd in plaats van op vrijdag op zaterdagavond uitgezonden. Daardoor was in de laatste week het programma twee dagen achter elkaar te zien.

## Kijkcijfers
| Afl. | Uitzenddatum  | Rang | Kijkcijfers lineair | Kijkcijfers incl. uitgesteld kijken |
| ---- | ------------- | ---- | ------------------- | ----------------------------------- |
| 1    | 23 april 2021 | 10   | 751.000             | 873.000                             |
| 2    | 30 april 2021 | 16   | 629.000             | 742.000                             |
| 3    | 7 mei 2021    | 22   | 519.000             | 626.000                             |
| 4    | 14 mei 2021   | 25+  | 379.000             | 532.000                             |
| 5    | 21 mei 2021   | 25+  | 329.000             | 416.000                             |
| 6    | 4 juni 2021   | 23   | 327.000             | 388.000                             |
| 7    | 5 juni 2021   | 24   | 351.000             | 405.000                             |